# Смяловский, Игор
Игор Смяловский (пол. Igor Śmiałowski; 20 июня 1917 — 16 июня 2006) — польский актёр театра, радио и телевидения. Автор воспоминаний и сборников театральных анекдотов.

## Биография
Игор Смяловский родился в Москве. Актёрское образование получил в актёрской школе в Вильнюсе, которую окончил в 1940 году и в феврале этого года он дебютировал на сцене кабаре в Вильнюсе. Актёр театров в разных городах (Вильнюс, Белосток, Краков, Катовице, Лодзь, Варшава). Выступал в спектаклях «театра телевидения» в 1957—1999 годах и «театра Польского радио». Умер в Варшаве. Похоронен на кладбище Старые Повонзки.

## Творчество

### Избранная фильмография
- 1946 — Запрещённые песенки / Zakazane piosenki
- 1948 — Последний этап / Ostatni etap
- 1949 — За вами пойдут другие / Za wami pójdą inni
- 1950 — Непокорённый город / Miasto nieujarzmione
- 1952 — Юность Шопена / Młodość Chopina
- 1953 — Солдат Победы / Żołnierz Zwycięstwa
- 1954 — Недалеко от Варшавы / Niedaleko Warszawy
- 1956 — Варшавская сирена / Warszawska syrena
- 1958 — История одного истребителя / Historia jednego myśliwca
- 1960 — Цена одного преступления / Historia współczesna
- 1962 — Семья Милцареков / Rodzina Milcarków
- 1965 — Выстрел / Wystrzał
- 1966 — Дон Габриэль / Don Gabriel
- 1967 — Париж-Варшава без визы / Paryż-Warszawa bez wizy
- 1968 — Ставка больше, чем жизнь / Stawka większa niż życie (только в 3-й серии)
- 1970 — Нюрнбергский эпилог / Epilog norymberski – генерал Эрвин фон Лахузен
- 1970 — Доктор Эва / Doktor Ewa
- 1976 — Я — мотылёк, или Роман сорокалетнего / Motylem jestem, czyli romans 40-latka
- 1977 — Солдаты свободы
- 1977 — Кукла / Lalka
- 1978 — Роман Терезы Хеннерт / Romans Teresy Hennert
- 1980 — Карьера Никодима Дызмы / Kariera Nikodema Dyzmy
- 1981 — Знахарь / Znachor
- 1982 — Долина Иссы / Dolina Issy
- 1984 — Баритон / Baryton
- 1988 — Декалог 4 / Dekalog 4
- 1989 — Моджеевская / Modrzejewska (только в 6-й серии)
- 1990 — Ян Килинский / Jan Kiliński
- 1995 — Скандал из-за Баси / Awantura o Basię

### Книги
- Igor Śmiałowski opowiada..., Warszawa 1973, 1974, 1976, 1981, ISBN 83-10-08009-3
- Igoraszki z Melpomeną, Warszawa 1976, 1978, 1979, 1984, 1990, ISBN 83-10-09365-9
- Cała wstecz (воспоминания), Warszawa 1987, Gdańsk 1991, ISBN 83-85130-65-9

## Признание
- 1952 — Золотой Крест Заслуги.
- 1967 — Заслуженный деятель культуры Польши.
- 1967 — Нагрудный знак 1000-летия польского государства.
- 1967 — Кавалерский крест Ордена Возрождения Польши.
- 1988 — Офицерский крест Ордена Возрождения Польши.
- 2004 — Командорский крест Ордена Возрождения Польши.